# Бензель (трос)
Бе́нзель (ве́нзель, от нидерл. benzel — «завязка, узел»; нем. bindseil) — временное связывание вместе двух тросов линём, каболкой или мягкой лужёной проволокой. Если делают толстым тросом, называют «найтовом». Бензель отличают от марки тем, что бензель накладывают на 2 троса, марку же делают на конце одного троса. Бензель применяют в морском деле для временного крепления двух параллельно расположенных тросов, заделывают коуши на вантах, фордунах, бакштагах, штагах и леерах, для закрепления предохранительных сеток под бушпритом, ступеней штормтрапов, блок-стропов.
Схваткой временно скрепляют ходовой конец троса с коренным, отличают от бензеля, которым временно скрепляют середины двух тросов вместе, отличают от марки, которой временно укрепляют конец троса от расплетания.

## Галерея

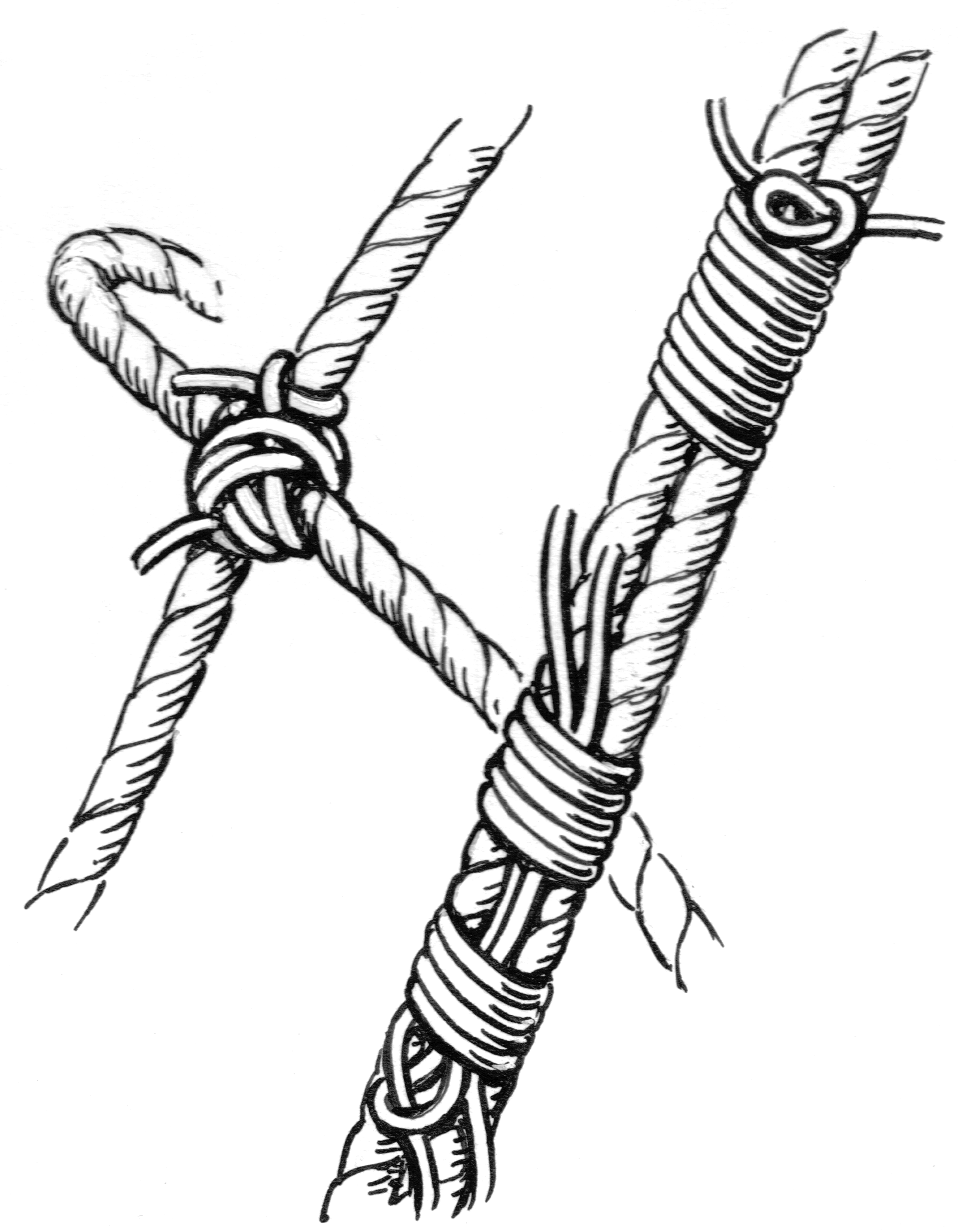
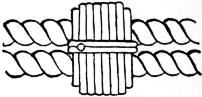
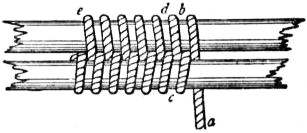
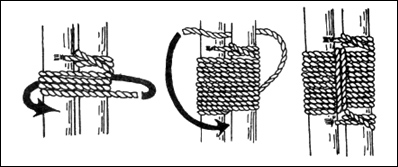